# Una familia perfectamente normal
Una familia perfectamente normal (A Perfectly Normal Family, en inglés) es una película danesa de 2020 dirigida por Malou Reymann cuyo guion se inicia cuando el padre confiesa a su familia su decisión de reasignarse su género. La protagonizaron Mikkel Boe Følsgaard, Neel Rønholt, Kaya Toft Loholt y Rigmor Ranthe. La película se estrenó en el Festival Internacional de Cine de Róterdam de 2020, antes de su estreno en Dinamarca el 20 de febrero de 2020.

## Sinopsis
Emma, preadolescente, siente pasión por el fútbol, y lleva una vida sin sobresaltos con sus padres y hermana mayor. Hasta que un día, mientras comen una pizza, recibe una noticia que partirá su vida en dos: su padre va a ser a partir de ese momento una mujer llamada Agnete.

## Reparto
- Mikkel Boe Følsgaard
- Kaya Toft Loholt
- Rigmor Ranthe
- Neel Rønholt
- Jessica Dinnage
- Hadewych Minis
- Tammi Øst
- Kristian Halken
- Peter Zandersen
- Omar Abdel-Galil
- Shireen Rasool Elahi Panah
- Wilfred Schandorff Worsøe

## Críticas
La película tiene una calificación del 67% en Rotten Tomatoes . Sophie Monks Kaufman de Empire otorgó a la película dos estrellas de cinco. Jay Weissberg de Variety le dio a la película una crítica positiva, calificándola de "una imagen sincera y cautivadora de buenas personas que intentan negociar un territorio apenas trazado lo mejor que pueden".